# 楠部インターチェンジ
楠部インターチェンジ（くすべインターチェンジ）とは、三重県伊勢市楠部町にある伊勢二見鳥羽ラインのインターチェンジである。
インターチェンジの形状はダイヤモンド型になっている。この楠部インターチェンジと隣の朝熊インターチェンジの間では下りインターチェンジから本線以外の側道への入場が可能。

## 道路
- 伊勢二見鳥羽ライン
- 接続する道路：三重県道37号鳥羽松阪線

## 周辺
- 伊勢神宮

## 隣
伊勢二見鳥羽ライン
伊勢IC - 楠部IC - 朝熊IC